# 세실 이렌 젤라발
세실 이렌 젤레발(Cécile Irène Gelabale, 1968년 ~ )은 프랑스계 모나코 사교계 명사이자 자선가이다. 그녀는 레이디스 런치 몬테카를로(Ladies Lunch Monte-Carlo)의 회장과 모나코 접촉 스포츠 및 관련 종목 연맹(Monegasque Federation of Contact Sports and Associated Disciplines)의 부회장을 맡고 있다. 그녀는 그리말디가의 일원인 크리스티앙 루이 드 마시의 전처이다. 결혼 생활 동안 그녀는 세실 드 마시 남작부인으로 불렸지만, 이혼 후 이 작위를 포기하고 처녀 성을 유지해야 했다.